# Diktatur

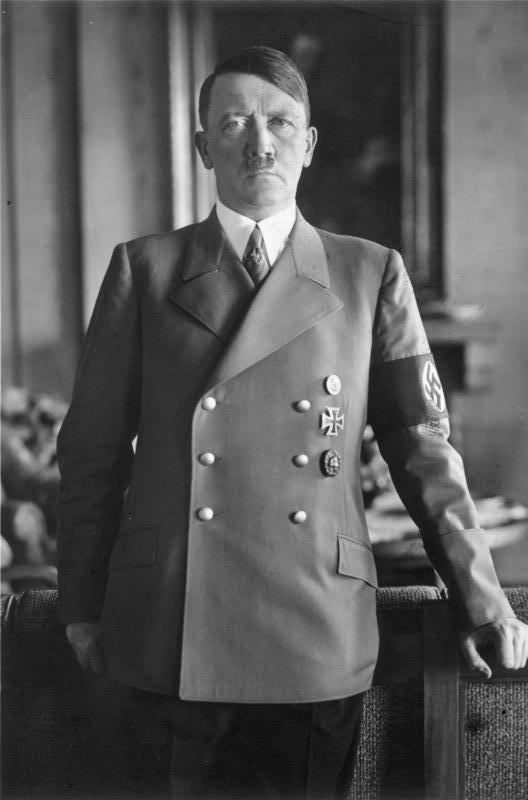
Adolf Hitler omvandlade Tyskland till en diktatur

En diktatur (av latin dictatura, " är en diktators ämbete; samt en diktators makt och myndighet") är en stat som styrs totalitärt eller auktoritärt, styrd av en diktator eller en mindre krets människor, som inte behöver ta hänsyn till befolkningsmajoritetens önskningar i allmänna val.
Diktaturen kännetecknas av maktkoncentration, men till skillnad från absolutism, envälde och tyranni betraktas diktaturen i regel som provisorisk. Ofta uppstår diktaturen i sönderfallande demokratier där man samlat makten till en liten grupp, och upphäver den personliga friheten. Men framförallt har nästan samtliga kommunistiska stater genom historien varit synonymt med diktaturer, där giltiga demokratiska val lyst med sin frånvaro och en maktelit hållit sig fast i decennier.
Diktaturer hamnar nästan alltid längst ner i demokratiindexet (en rankning som skapas av brittiska tidningen The Economist en gång per år).

## Diktaturen i denromerskarepubliken
"I tider av oro eller fara för staten meddelade den romerska senaten ett senatus consultum som överlämnades till konsulerna. Detta innebar en rätt för konsulerna att utnämna en diktator för en period av 6 månader."
Den romerska diktatorn hade fullständiga befogenheter att bestämma över den romerska staten under sin mandatperiod, men med ett viktigt undantag; han fick inte besluta över de allmänna medlen. Mellan 501 f.Kr. och 44 f.Kr. utsågs sammanlagt 88 diktatorer. De legitimerades med att diktatorn tillfälligt utsågs för att återställa ordningen i riket, och diktaturen var därigenom ett provisorium, till skillnad från en monarki som är på livstid.

## Diktaturens moderna innebörd
Diktatur är i lexikalisk mening detsamma som regering utövad av en diktator. I sin moderna innebörd innefattar diktaturen även regering av ett totalitärt eller auktoritärt kollektiv, som exempelvis en militärjunta eller politbyrå. Det poängteras ofta att ytterst få länder någonsin har dominerats av en enda person, och även de mer strikta diktaturer är beroende av ett folkligt stöd, om än passivt.
Diktaturen anses, framför allt enligt en liberal diskurs, som demokratins motsats. Det är också vanligt att likställa diktaturen med polisstaten, det vill säga samhällsförhållanden med stark repression från myndigheternas sida. Definitionsmässigt är detta dock ej nödvändigt för att diktatur ska anses föreligga, medan (vissa) inskränkningar av yttrandefrihet, demonstrationsfrihet och näringsfrihet förekommer även i demokratiska stater, varför gränsen anses flytande.
Somliga diktatorer har åtnjutit ett sådant folkligt stöd att mer omfattande repression inte varit nödvändig för dem i syfte att behålla makten; andra har använt sig av mindre och mer informella våldsmetoder, t.ex. António de Oliveira Salazar i Portugal och den långlivade militärdiktaturen i Brasilien från 1960- till 1980-talet, samt flera stater inom Östblocket. I sin mera inskränkta mening är diktaturen en stat där fria, allmänna och lika val av politiska beslutsfattare inte förekommer eller fungerar som avsett. Inslagen av repression är alltså däremot inte oväsentliga. En totalitär diktaturs kännetecken är en obegränsad statsmakt med en auktoritär repession av befolkningen med militära, polisiära och administrativa medel, vari ingår övervakning, inspärrning och tortyr och central, samhällelig kontroll av alla landets resurser. Ett typexempel på en sådan diktatur var Sovjetuniounen men även George Orwells roman "1984" med det berömda uttrycket "En fot som trampar på ett människoansikte."

## Partidiktatur
En partidiktatur är en beteckning på stater vilka endast tillåter ett parti i maktställning, och är tämligen synonymt med enpartistat. En så kallad kommunistisk partidiktatur har exempelvis typexemplet Sovjetunionen, i och med dess bildande 1922.
- År 1917 lägger bolsjevikerna grunden för den moderna diktaturen när Lenin leder dem till den absoluta makten i Ryssland.[6]
- Fascistpartiet tar makten i Italien 1922 under Mussolini.[6]
- I Tyskland upprättas den nationalsocialistiska/nazistiska diktaturen år 1933.[7]
- I Spanien startas inbördeskriget 1936 där falangisterna tar makten under Franco.[8]
- I Bulgarien och Rumänien ersattes monarkin med kommunistisk partidiktatur år 1946.[9]
- Polen och Ungern ombildas efter massarresteringar och andra terrorhandlingar till kommunistiska partidiktaturer år 1947.[10]
- Nordkorea bildas på sovjetiskt initiativ 1948 som en kommunistisk partidiktatur under Koreanska arbetarpartiet, även om tre statsbärande partier formellt är lagliga.
- Efter en statskupp i Tjeckoslovakien år 1948 infördes där kommunistisk partidiktatur.[11]
- Efter ett inbördeskrig i Kina grep 1949 en gerillagrupp under ledning av Mao Zedong makten i landet och införde en kommunistisk enpartidiktatur.
- Med sovjetiskt stöd år 1949 blir Östtyskland en kommunistisk partidiktatur.[12]

I spåren efter partidiktaturernas bildande kom blodiga utrensningar, i synnerhet oliktänkande människor i Bulgarien, Ungern och Tjeckoslovakien fick sätta livet till.
- Fidel Castro omvandlar den auktoritära polisstaten Kuba till en enpartidiktatur under kommunistpartiet genom revolutionen 1959.
- Baathpartiet griper makten i Syrien 1963 och i Irak samma år, slutligen 1968 och omvandlar dessa till reella enpartistater.
- Shah Mohammad Reza Pahlavi gör Iran till en enpartistat under det monarkistiska Rastakhizpartiet 1975 (landet var redan tidigare en diktatur och polisstat). Efter att shahen tvingats avgå i början av 1979 etablerades relativt snart en ny diktatur med stöd av islamistiska miliser, Hizbollah och Islamiska Republikanska Partiet, under ledning av Ayatollah Khomeiny.

## Militärdiktatur
I en militärdiktatur kontrolleras makten ofta av en grupp officerare. Denna grupp kallas ofta för militärjunta eller bara junta. Historiskt sett så har de flesta militärdiktaturerna funnits i Latinamerika, men har även förekommit i länder som till exempel Pakistan, Myanmar, Portugal, Grekland, Italien, Spanien samt Algeriet, Kongo-Kinshasa och en del övriga länder i Afrika. Militärdiktaturer kan vara både höger och vänster på den politiska skalan.

## Diktaturens effekter
Det är, som ovan sagts, inte alltid så att en diktatur är en polisstat. En diktatur tenderar dock i allmänhet att närma sig sådana samhällsförhållanden som sammanfattningsvis kan beskrivas som:
1. Ingen rättssäkerhet
2. Inga fungerande demokratiska strukturer
3. Ju längre en diktator härskar, desto större är risken för att en personkult uppkommer.
4. Enligt Rummels lag är det en betydande risk att invånarna mördas av regeringen
5. Det föreligger en större risk för krig än i icke-diktatur.
6. Sannolikt är den ekonomiska utvecklingen sämre än i en icke-diktatur.

De ovan angivna premisserna kan användas för att visa att världens stater generellt före parlamentarismens genombrott inte var diktaturer, eftersom det där ofta fanns rättssäkerhet och vissa fungerande demokratiska strukturer.
I moderna diktaturer som uppstod under 1900-talet var det vanligt att diktaturerna hade drag av demokrati, till exempel i form av val, och regimerna menade sig i flera fall företräda folket mot förtryck, så som i Östblocket och Kuba. I och med att dessa stater inte tillät opposition, uppfylls dock inte kriterierna på allmänna och fria val. Till skillnad från absolutism var diktaturerna officiellt proklamerade såsom tillfälliga, under det att regeringen skulle skapa folkstyre, som i detta fall har en annan innebörd än för liberaler.

## Marknadsdiktatur
Begreppet marknadsdiktatur används ibland  för att beskriva en totalitär kapitalism, där marknadskrafterna helt dominerar samhällslivet, ekonomin och politiken. I lexikalisk mening är detta inte en typ av diktatur. 

### Fotnoter
1. ↑  Herbert Tingsten, Demokratiens problem, Bokförlaget Aldus/Bonniers Stockholm 1963, s. 18-19
2. ↑   Arena 123, s.43 , bokförlaget Gleerups.
3. ↑  Orwell, George: Nineteen Eighthyfour. (1948).
4. ↑  Illustrerad världshistoria, "1900-talets ideologier" - sidan 447. ISBN 978-1-4054-8220-2
5. ↑  "Lilla Focus". uppslagsordet kommunism, Stockholm.
6. 1 2  Thomson, David, "Världshistoria 1914-1961" - Enpartistaterna sidan 100
7. ↑  "Lilla Focus". uppslagsordet nazism, Stockholm.
8. ↑  Thomson, David, "Världshistoria 1914-1961" - Enpartistaterna sidan 100 ff
9. ↑  När Hände Vad,sidan 368. ISBN 91-37-08214-0.
10. ↑  När Hände Vad,sidan 368, 369. ISBN 91-37-08214-0.
11. ↑  När Hände Vad,sidan 369, 370. ISBN 91-37-08214-0.
12. ↑  När Hände Vad,sidan 370. ISBN 91-37-08214-0.
13. ↑  Bonniers Världshistoria, Förstelektor Ole Kristian Grimnes, band 18, Kommunistblocket, sidan 80
14. ↑  Tingsten, ibid
15. ↑  Henrik Jansson (13 mars 2008). ””Att återvända till en dröm””. Ny Tid. Arkiverad från originalet den 29 april 2013. https://archive.is/20130429205146/http://www.nytid.fi/arkiv/artikelnt-684-6417.html. Läst 5 mars 2010.
16. ↑  Henrik Westman (10 augusti 2004). ””Marknadsdiktatur eller demokrati””. ETC. http://etc.se/artikel/11785/marknadsdiktatur-eller-demokrati. Läst 5 mars 2010.[död länk]
17. ↑  Jon Weman (18 mars 2009). ””Regeringen: Ett jobb kostar flera miljoner””. Arbetaren. Arkiverad från originalet den 3 januari 2010. https://web.archive.org/web/20100103063315/http://www.arbetaren.se/articles/inrikes20090318. Läst 5 mars 2010.